# Sylvain Kastendeuch

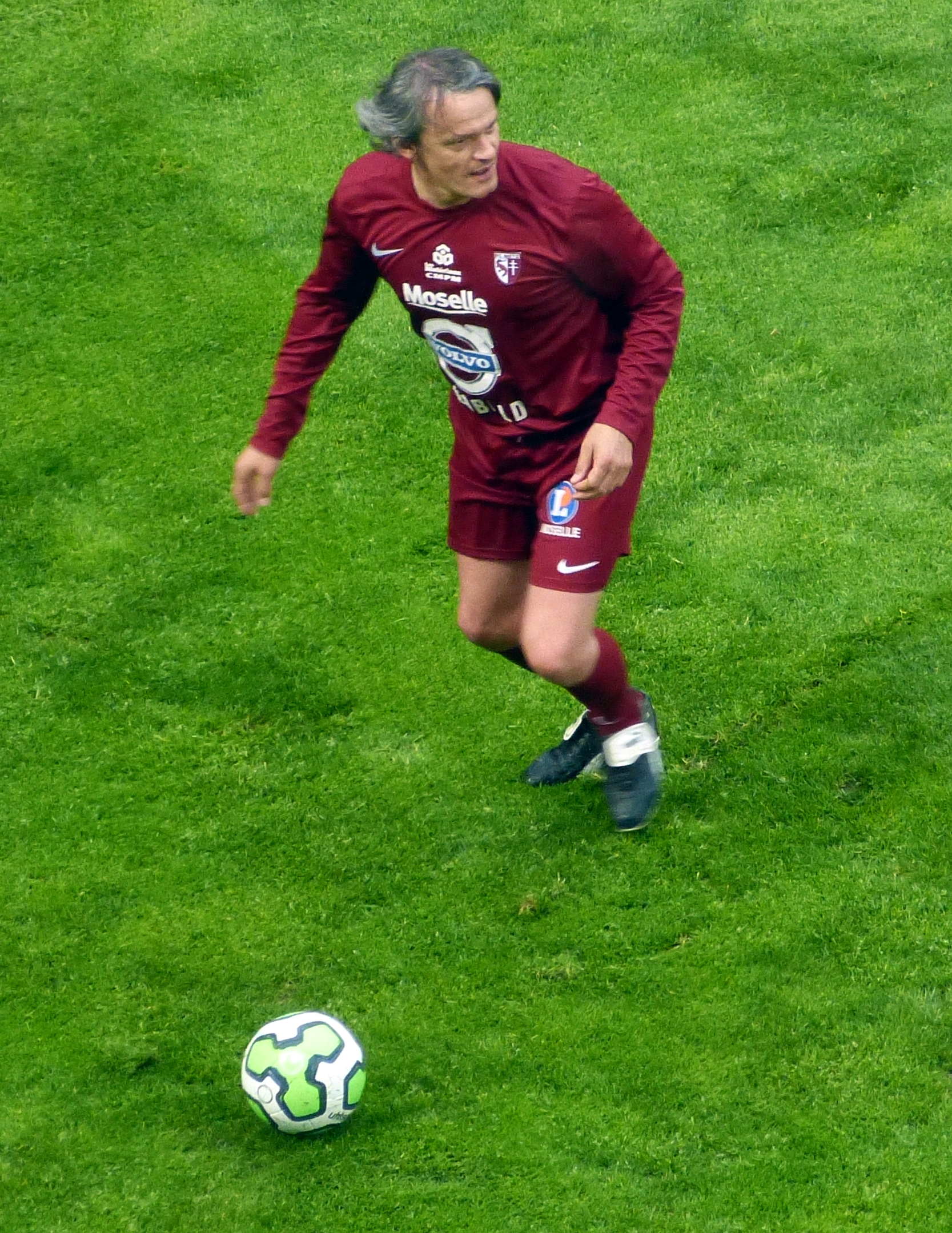
Sylvain Kastendeuch, 2013

Sylvain Kastendeuch (* 31. August 1963 in Hayange) ist ein ehemaliger französischer Fußballspieler, der jetzt als Sportfunktionär tätig ist.

## Die Zeit als aktiver Spieler

### Vereinskarriere
Der Lothringer spielte zumeist in der zentralen Abwehr, in den letzten Jahren auch häufiger als Außenverteidiger. Nicht eben der Normalfall für einen Abwehrspieler, ist Sylvain Kastendeuch in seiner 19-jährigen Karriere im professionellen Fußball nicht ein einziges Mal vom Platz gestellt worden.
Den Großteil seiner Spielerzeit, nämlich 14 Jahre zwischen 1982 und 2001, hat er für den FC Metz gespielt, für den er es auf insgesamt 440 Erstligabegegnungen brachte, in denen er auch 17 Treffer erzielte. Dazwischen trug er ein Jahr das Trikot von Red Star – die Saison 1984/85 war zugleich seine einzige Spielzeit in der Division 2 – und war außerdem zusammengenommen vier Jahre für die AS Saint-Étienne (105 Partien, 14 Tore) und den FC Toulouse (33 Spiele, 2 Treffer) aktiv.

Mit seinen 578 Spielen in der Division 1 ist Kastendeuch bis heute (April 2008) der Feldspieler mit den zweitmeisten Einsätzen in deren über 70-jähriger Geschichte.
Einen Meistertitel konnte er in dieser langen Laufbahn nicht gewinnen; die Vizemeisterschaft 1997/98 war in der Liga sein größter Erfolg. So nahe war Sylvain Kastendeuch dem Titel nie mehr: fünf Spieltage vor Saisonschluss empfingen seine Messins den Konkurrenten RC Lens im heimischen Stade Saint-Symphorien und verloren mit 0:2; in der Abschlusstabelle waren beide Mannschaften punktgleich, lediglich das Torverhältnis entschied zuungunsten von Metz. Allerdings war der Abwehrspieler dabei, als sein FC Metz am Ende der Saison 1987/88 die Coupe de France durch ein 1:1 nebst 5:4 im Elfmeterschießen über den FC Sochaux gewann.

#### Stationen
- 1982–1990: FC Metz
  - 1984/85: ausgeliehen an Red Star (in der D2)
- 1990–1993: AS Saint-Étienne
- 1993/94: Toulouse FC
- 1994–2001: FC Metz

### Nationalmannschaft
Zwischen November 1987 (beim 0:1 gegen die DDR) und Februar 1989 wurde Sylvain Kastendeuch neunmal in die Équipe tricolore berufen; darunter war auch ein Spiel gegen die Schweiz. Weitere Berufungen blieben aus, weil Nationaltrainer Michel Platini in der Innenverteidigung eher auf Boli, Le Roux und Sauzée setzte.

### Palmarès
- Französischer Vizemeister: 1998
- Französischer Pokalsieger: 1988
- 17 Spiele mit 2 Treffern im Europapokal der Pokalsieger bzw. im UEFA-Pokal (alle für Metz)
- 9 A-Länderspiele für Frankreich
- Feldspieler mit den zweitmeisten Einsätzen aller Zeiten (578 Spiele, 33 Tore) in der höchsten französischen Klasse

## Engagement in Sport und Politik
Schon in den letzten Jahren als Ligaspieler engagierte sich Kastendeuch in der Profispielergewerkschaft UNFP; 2006 wurde er zu deren Co-Präsidenten an die Seite von Philippe Piat gewählt und seither jeweils für weitere zwei Jahre bestätigt, zuletzt im Oktober 2014.
Seit 2001 ist er zudem als Beigeordneter (maire-adjoint) der Stadt Metz tätig und in dieser Funktion Leiter des Dezernats für Jugend und Sport.